# Ahmed Khaled
Pour les articles homonymes, voir Khaled.
Ahmed Khaled (arabe : أحمد خالد), né le 13 juillet 1936 à Sousse et mort le 23 mai 2022, est un homme politique tunisien.

## Biographie
Titulaire d'une licence en lettres arabes décrochée à l'École normale supérieure de Tunis et d'une agrégation à la Sorbonne à Paris, Khaled devient enseignant, puis inspecteur de l'enseignement supérieur.
Maire de Sousse de 1975 à 1980,, membre fondateur de la Ligue tunisienne des droits de l'homme et de la revue Al Fikr (ar), il devient, au début des années 1980, rédacteur en chef du magazine La Vie culturelle, un mensuel du ministère de la Culture.
En 1980, il est nommé directeur du cabinet du ministre de la Culture Béchir Ben Slama, poste qu'il occupe pendant plus de cinq ans, avant de demander une retraite anticipée pour se consacrer à la recherche et l'écriture,. En avril 1989, il est nommé secrétaire d'État auprès du ministre de l'Éducation, de l'Enseignement supérieur et de la Recherche scientifique, Mohamed Charfi,. En mars 1990, il devient ministre de la Culture, jusqu'en février 1991. Il devient par la suite ambassadeur au Maroc de mai 1991 à juillet 1992, puis ambassadeur en Russie de septembre 1992 à août 1996.
Il écrit plusieurs ouvrages de référence sur Tahar Haddad, Abdelaziz Thâalbi, Hédi Nouira et Farhat Hached. Décrit par Julian Weideman comme « l'un des principaux spécialistes de Haddad de la période post-indépendance », il dirige la publication des œuvres complètes de Haddad, publiées en trois volumes en 1999.
À l'annonce de sa mort le 23 mai 2022, le ministère des Affaires culturelles salue « l'un des plus éminents penseurs et écrivains tunisiens, témoin de son époque, dont il a répertorié différentes étapes »,.

## Publications
- (ar) Tahar Haddad et l'environnement tunisien dans le premier tiers du XXe siècle, Tunis, 1967[7].
- (ar + fr) La postérité du traité moderniste de Tahar Haddad, Tunis, Ahmed Khaled, 2002, 160 p. (ISBN 978-9973-41-220-1).
- (ar + fr) Hédi Nouira, Parcours d'un intellectuel militant et homme d'état en puissance et en acte, Tunis, Zakharef, 2006, 704 p. (ISBN 9973-112-03-2).
- Mohamed Ali Hammi, le leader du mouvement syndicaliste tunisien, Tunis, Zakharef, 2006.
- Farhat Hached : héros de la lutte sociale et nationale, martyr de la liberté, Tunis, Zakharef, 2007, 647 p. (ISBN 978-9973885111).
- Comment la pensée takfiri s'est-elle implantée dans les années 80 du XXe siècle en Tunisie ?, Tunis, 2014, 255 p. (ISBN 978-9973885609).